# (5937) Lodén
(5937) Lodén es un asteroide perteneciente al cinturón de asteroides, región del sistema solar que se encuentra entre las órbitas de Marte y Júpiter, descubierto el 11 de diciembre de 1979 por Claes-Ingvar Lagerkvist desde el Observatorio de Kvistaberg, Uppsala, Suecia.

## Designación y nombre
Designado provisionalmente como 1979 XQ. Fue nombrado Lodén en homenaje a Kerstin y Lars Olof Lodén. Kerstin, astrónomo del Observatorio de Estocolmo, es coautor (con el descubridor) de dos libros de astronomía introductoria. Lars Olof es profesor de astronomía en el Observatorio Astronómico de Upsala. Ambos han dedicado la mayor parte de su investigación a los estudios de la Vía Láctea, en particular haciendo una gran encuesta de la Vía Láctea del Sur.

## Características orbitales
Lodén está situado a una distancia media del Sol de 2,260 ua, pudiendo alejarse hasta 2,555 ua y acercarse hasta 1,966 ua. Su excentricidad es 0,130 y la inclinación orbital 3,618 grados. Emplea 1241,77 días en completar una órbita alrededor del Sol.

## Características físicas
La magnitud absoluta de Lodén es 13,5. Tiene 5,161 km de diámetro y su albedo se estima en 0,29. 